# Crustulina jeanneli
Crustulina jeanneli là một loài nhện trong họ Theridiidae.
Loài này thuộc chi Crustulina. Crustulina jeanneli được Lucien Berland miêu tả năm 1920.